# (701) Oriola
(701) Oriola – planetoida z pasa głównego asteroid okrążająca Słońce w ciągu 5 lat i 87 dni w średniej odległości 3,02 au. Została odkryta 12 lipca 1910 roku w Landessternwarte Heidelberg-Königstuhl w Heidelbergu przez Josepha Helffricha. Nazwa planetoidy wywodzi się od łacińskiej nazwy Oriolus oriolus, w języku polskim oznaczającej w ornitologii wilgę.